# پشه‌های خون‌دزد
پشه‌های خون‌دزد (نام علمی: Dixidae) نام یک تیره از زیرراسته نخ‌شاخان است.